# Longueur d'ondes
Longueur d'ondes è il quinto album in studio della cantante canadese Natasha St-Pier, pubblicato nel 2006.

## Tracce
1. Un Ange frappe à ma porte – 4:08
2. Longueur d’ondes – 3:54
3. Ce Silence (feat. Frédéric Château) – 3:52
4. J’oublie – 3:32
5. Tiens-moi à la vie – 3:35
6. Je peux tout quitter – 3:33
7. À l’amour comme à la guerre – 5:22
8. Tant que j’existerai – 2:58
9. Comme dans un train – 3:48
10. Je traverserai – 3:54
11. Je fais comme si – 3:45
12. De nous – 3:50